# ジェームズ・フック (ラグビー選手)
ジェームズ・フック（James Hook、1985年6月27日 - ）は、ウェールズの元ラグビー選手。

## プロフィール
- ウェールズ・ニース・ポート・タルボット出身。
- ポジションはスタンドオフ(SO)、センター(CTB)、フルバック(FB)。
- 身長 183cm、体重 95kg
- ウェールズ代表通算キャップ数は81。
- ラグビーワールドカップ2007・ラグビーワールドカップ2011・ラグビーワールドカップ2015のウェールズ代表に選ばれた[1]。
- ブリティッシュ・アンド・アイリッシュ・ライオンズに選ばれたことがある[2]。
- バーバリアンズに選ばれたことがある[3]。

## 略歴
ニースRFC、オスプリーズ、USAペルピニャン、グロスターを経て、2017年、オスプリーズに復帰。
2020年、現役を引退した。